# Roberto Paragó
Roberto Paragó (Niterói, 20 de janeiro de 1941 — Niterói, setembro de 1996) foi um pintor e professor brasileiro.
Iniciou-se no desenho através de histórias em quadrinhos. Aos quatorze anos de idade ingressou na Escola Fluminense de Belas Artes, onde estudou sob a orientação de Miguel Caplonch e Azeredo Coutinho, iniciando-se na pintura com Aluizio Valle, em 1963.
Formado em História pela Universidade Federal Fluminense-UFF em 1966, lecionou História Antiga e Medieval naquela instituição. Na década de 70 também lecionou História Geral no Instituto Abel. Em 1968, fundou o Núcleo de Artistas Fluminenses (NAF), assumindo interinamente sua presidência e, em seguida, sendo eleito primeiro vice-presidente.
Em 1957, com dezesseis anos de idade, publicou ilustrações nas revistas Tiquinho e O Tico Tico, atividade que desenvolveu também nos jornais  O Diário Fluminense e Lig, além dos livros como Retalhos de Infância de Sérgio Cid, publicado pela Editora São José. Escreveu, também, para a coluna de arte do jornal Lig em 1977. Após ter dirigido o Departamento de Arte do Colégio Salesiano Santa Rosa, fez uma viagem de estudos para a Europa, em 1980. Foi coordenador do Núcleo de Programações Culturais da Câmara Municipal de Niterói. As marinhas são o tema principal de suas obras de pintura.
Entre seus alunos encontra-se o membro da Academia Brasileira de Belas Artes Ronaldo Lastres Silva.

## Exposições individuais
Entre as inúmeras exposições de Roberto Paragó, destacam-se:
- Museu Antônio Parreiras – Niterói, 1969;
- Galeria Borghese – RJ, 1980;
- Daltro Galeria de Arte – Niterói, 1983;
- Museu do Ingá - Niterói e Galeria Toulouse – RJ, 1985;
- Galeria Tableau - SP e Galeria Vítor Braga – MG, 1986;
- Galeria Toulouse – RJ, 1988
- Espaço Cultural UFF – Niterói, 1989.

## Salões de arte e mostras coletivas (principais)
Sua participação em salões de arte e mostras coletivas é extensa, com destaque para:
- Salão Fluminense de Belas Artes – Niterói, 1968 e 1970;
- Núcleo de Artistas Fluminenses – Niterói, 1969 e 1970;
- Salão Nacional de Belas Artes, 1975 e 1976;
- Mostra da Primavera da Escola Naval, 1977 e 1978;
- Bolsa de Arte do Rio de Janeiro e Salão Paulista de Belas Artes – SP, 1979;
- Centro Cultural Paschoal Carlos Magno-CCPCM – Niterói, 1981;
- Caminhos da Pintura, Museu Antonio Parreiras – Niterói, 1982;
- Galeria Michelangelo – Niterói, 1983;
- Pintando ao Natural, CCPCM – Niterói, 1984;
- 3º Encontro de Pintores e Escultores Ibero-americanos, Jerusalém – Israel, 1987;
- Sociarte – SP, 1992.

## Prêmios
A obra de Roberto Paragó foi premiada em vários salões de arte, entre os quais:
- Salão Niteroiense de Belas Artes, 1967;
- Salão Fluminense de Belas Artes, 1968 e 1970;
- Mostra da Primavera da Escola Naval, 1977 e 1978:
- Menção honrosa e medalha de bronze no Salão Nacional de Belas Artes - RJ, 1975 e 1976, respectivamente;
- Menção honrosa no Salão Cristóbol Colon – Madri, 1983.

## Coleções
Suas pinturas integram as coleções de:
- Galeria Municipal de Jerusalém - Israel;
- Consulado Geral de Israel - RJ;
- Pinacoteca Camargo Freire, Campos do Jordão - SP
- Museu Carlos Ayres - SP.

## Citação em publicações
- 42 anos de premiações nos salões oficiais 1934/1976, de Dylla Rodrigues de Siqueira, editada pela Funarte, 1980;
- Dicionário Brasileiro de Artistas Plásticos, volume 3, de Walmir Ayala, editado pelo Instituto Nacional do Livro-MEC
- Artes Plásticas Brasil - seu mercado, seus leilões, de Julio Louzada, volumes 1 a 9.